# 北马玉皇庙
北马玉皇庙，位于山西省晋城市陵川县附城镇北马村。
玉皇庙面阔五间，进深六椽，悬山顶，具金代风格。
2013年3月5日，北马玉皇庙公布为第七批全国重点文物保护单位。